# پریمورسک
شهر پریمورسک (به روسی: Приморськ) در استان زاپوریژیا در کشور اوکراین واقع شده‌است. جمعیت این شهر ۱۲٬۹۷۳ نفر  است.